# O Rei da Califórnia
King of California (bra/prt: O Rei da Califórnia) é um filme americano de comédia dramática lançado em 2007, dirigido por Mike Cahill e estrelado por Michael Douglas e Evan Rachel Wood.

## Enredo
Aos 16 anos, Miranda já teve muitos desapontamentos na vida. Abandonada por sua mãe, ela larga a escola e se sustenta trabalhando no Mc Donald´s, enquanto seu pai Charlie está em uma clínica psiquiátrica. Quando ele volta para casa, Miranda vê sua vida mudar. Charlie se tornou obcecado pela ideia de que um tesouro espanhol está enterrado na região. Armado com um detector de metal e livros de caça ao tesouro, ele logo encontra razões para acreditar que o ouro está embaixo de um supermercado.[carece de fontes?]

## Elenco
- Michael Douglas como Charlie
- Evan Rachel Wood como Miranda
- Willis Burks II como Pepper
- Laura Kachergus como Rita
- Paul Lieber como Doug
- Greg Davis Jr. como Chuchu
- Angel Oquendo como jovem policial
- Allisyn Ashley Arm como Miranda jovem